# Сирийский референдум по Федерации Арабских Республик (1971)
Референдум по Федерации Арабских Республик прошёл в Сирии 1 сентября 1971 года одновременно с аналогичными референдумами в Египте и Ливии. Образование Федерации Арабских Республик было одобрено в Сирии подавляющим большинством в 96,4 % голосов при явке избирателей 89,7 %.
Референдумы в Египте и Ливии также одобрили создание Федерации подавляющим большинством и 17 апреля 1971 года в одной из ливийских столиц — городе Бенгази египетским, сирийским и ливийским руководителями был подписан договор о создании Федерации Арабских Республик. Федерация формально просуществовала до 1977 года.